# Antoine-Alexis Cadet de Vaux
Antoine-Alexis Cadet de Vaux (Parigi, 13 settembre 1743 – Nogent, 29 giugno 1828) è stato un chimico, farmacista e agronomo francese.

## Biografia

Galattometro, strumento per verificare l'annacquamento del latte inventato da Cadet de Vaux

Farmacista, lasciò la professione per impegnarsi nella ricerca scientifica e nella filantropia. Si interessò prevalentemente, insieme a Antoine Parmentier, di pubblicazioni sulla salute pubblica, sulla cultura del vino e sull'economia alimentare. Amico di Benjamin Franklin durante il suo soggiorno in Francia come ambasciatore degli Stati Uniti.
Nel 1777 ha fondato il Journal de Paris che, grazie a lui, conobbe un buon successo. Fu membro della Société académique des Sciences e membro della Société royale d'agriculture di Parigi dal 1787.
Massone, fu membro della loggia parigina "Les Neuf Sœurs" del Grande Oriente di Francia.
Fratello di Louis Claude Cadet de Gassicourt.

## Pubblicazioni
- Instruction sur l'art de faire les vins
- Traité sur le blanchiment à la vapeur
- Observations sur les fosses d'aisance, Paris, 1778
- Instruction sur l'art de faire le vin, Paris: Agasse, 1800; dt. Anweisung zu der Kunst Wein zu bereiten, Frankfurt am Main: Guilhauman, 1802
- Mémoire sur la peinture au lait [lu à la séance du 2 messidor an IX de la Société académique des sciences], Paris: Ve Panckoucke, 1801, in-8°, 14 p. ; Paris: au bureau du Journal d'économie rurale et domestique, 1804, in-8°, 31 p.[2]
- Avis sur les moyens de diminuer l'insalubrité des habitations après les inondations, Paris, 1802
- Mémoire sur la gélatine des os et son application à l'économie alimentaire, Paris: Xhrouet, 1803; dt. Die Gallerte aus Knochen ein angenehmes, wohlfeiles u. kraeftiges Nahrungsmittel deren leichte Bereitung in allen Haushaltungen und Hospitaelern, und deren Wichtigkeit für Kranke und Arme, Frankfurt am Main: Varrentrapp & Wenner, 1803
- Il participe au Cours complet d'agriculture pratique, d'économie rurale et domestique, et de Médecine vétérinaire, éd. de 1808
- Aperçus économiques et chimiques sur l'extraction du sucre de betteraves, considérée sous les rapports de l'économie domestique et de l'économie manufacturière, Paris: Colas, 1811
- Moyens de prévenir le retour des disettes, Paris: Colas, 1812 bei BnF/Gallica
- De la goutte et du rhumatisme, Paris: Colas, 1824; dt. Neue Heilmethode der Gicht und des Rheumatismus durch praktische Erfahrungen bewährt: nebst einer allg. fasslichen Anweisung von J. H. Cloquet und C. Giraudy zur rationellen Behandlung dieser Krankheiten, um den Schmerz zu lindern, und das Uebel zu heben, Ilmenau: Voigt, 1826
- "Le prix du pain en 1812" Introduction par Guy Thuillier, dans Études et Documents, t. V, p. 547-549, Paris, Comité pour l'histoire économique et financière de la France, 1993.